# Jean IX Agapètos
Jean IX  Agapètos (en grec : Ιωάννης Θ΄ Ιερομνήμων) est patriarche de Constantinople du 24 mai 1111 à fin avril 1134.
Son patriarcat est marqué par le concile de Constantinople de 1117 réuni par le patriarche, avec la participation des patriarches Sabas d'Alexandrie et Jean d’Antioche, pour juger les écarts nestoriens du métropolite Eustrate de Nicée sur le dogme christologique.